# Arroz blanco (tipo de arroz)

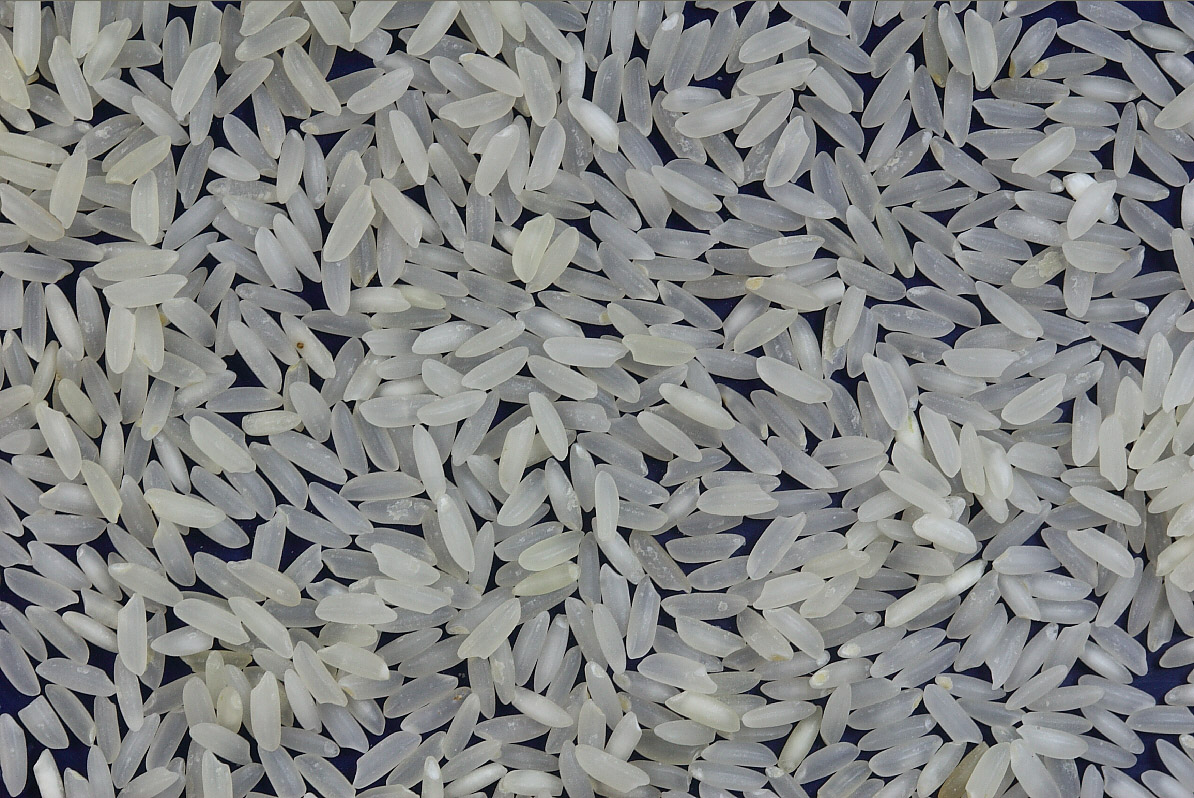
Arroz blanco.

Se llama arroz blanco o arroz refinado al arroz molido desprovisto de la gluma (cáscara), el salvado y el germen. Este proceso se realiza para evitar la degradación del arroz y alargar su vida útil. Tras él, los granos quedan pulidos, con aspecto blanco brillante.
La operación de pulido elimina gran parte de sus cualidades nutricionales. Una dieta basada en arroz blanco no enriquecido puede causar enfermedades neurológicas como el beriberi, a causa de un déficit de tiamina (vitamina B1). El arroz blanco suele enriquecerse con residuos del tratamiento anterior.
En los Estados Unidos es obligatorio reenriquecer el arroz blanco con vitamina B1, B3 y hierro.
Desde el siglo XIX, el arroz integral y el salvaje se presentan periódicamente como más saludables. El salvado del arroz integral contiene fibra y el germen, vitaminas y minerales. Esto contrasta con la visión tradicional del arroz integral, que lo asocia con la pobreza y el hambre.